# Moon Bo-ryung
Moon Bo-ryung (문보령?, Mun Bo-ryeonLR; 24 gennaio 1983) è un'attrice sudcoreana.
Laureata in Film e Teatro all'Università Dankook, è sorella della presentatrice Moon Je-young. Ha iniziato la sua carriera nel 2004, nel drama coreano Naneun ihonhaji anhneunda (I Don't Divorce); nel 2009 ha recitato nella serie Cheongcheun-yeochan (Splendor of Youth), per la cui colonna sonora ha inciso il brano "After All".

## Filmografia

### Cinema
- Campus S Couple (캠퍼스 S 커플), regia di Song Chang-yong (2014)

### Televisione
- Naneun ihonhaji anhneunda (나는 이혼하지 않는다) – serie TV (2004)
- Jeoncheoga yeopbang-e sanda (전처가 옆방에 산다), regia di Cheol Park – film TV (2008)
- Cheongcheun-yeochan (청춘예찬) – serie TV (2009)
- Sonyeotamjeong Park Hae-sol (소녀탐정 박해솔), regia di Kim Sang-hwi – miniserie TV (2012)
- Byeoldo daldo ttajulge (별도 달도 따줄게) – serie TV (2012)
- Ne i-ot-ui anae (네 이웃의 아내) – serie TV (2013)
- Cheonsang-yeoja (천상여자) – serie TV, 103 episodi (2014)
- Yagyeongkkun ilji (야경꾼 일지) – serie TV, 17 episodi (2014)
- Eomeonim-eun nae myeoneuri (어머님은 내 며느리) – serie TV (2015)
- Eommaga baramnatda (엄마가 바람났다) – serie TV (2020)